# John Ha Tiong Hock
John Ha Tiong Hock (sinh 1947; tiếng Trung:夏長福; phiên âm:Gioan Hạ Trường Phúc) là một Giám mục người Malaysia của Giáo hội Công giáo Rôma. Ông nguyên là Tổng giám mục chính tòa Tổng giáo phận Kuching và Chủ tịch Hội đồng Giám mục Malaysia, Singapore và Brunei. Trước đó, Giám mục Hạ cũng từng đảm nhiệm vị trí Giám mục Phụ tá Kuching trước khi thăng Tổng giám mục.

## Tiểu sử
Tổng giám mục John Ha Tiong Hock sinh ngày 5 tháng 3 năm 1947, tại Kuching, thuộc Malaysia. Sau quá trình tu học dài hạn tại các cơ sở chủng viện theo quy định của Giáo luật, ngày 14 tháng 12 năm 1972, Phó tế Ha, 25 tuổi, tiến đến việc được truyền chức linh mục. Tân linh mục cũng là một trong những thành viên linh mục đoàn Tổng giáo phận Kuching.
Sau 26 năm thực hiện các nghi thức mục vụ trên cương vị của một người linh mục, ngày 17 tháng 1 năm 1998, tin tức từ Tòa Thánh loan báo việc Giáo hoàng đã xác nhận tuyển chọn linh mục John Ha Tiong Hock, 51 tuổi vào Giám mục đoàn Công giáo Hoàn vũ, với vị trí được trao phó là Giám mục Phụ tá Tổng giáo phận Kuching và danh hiệu Giám mục Hiệu tòa Canapium. Lễ tấn phong cho giám mục tân cử được tổ chức sau đó vào ngày 6 tháng 6 cùng năm, với phần nghi thức truyền chức chính yếu được cử hành cách trọng thể bởi 3 giáo sĩ cấp cao. Chủ phong cho vị tân giám mục là Tổng giám mục Peter Chung Hoan Ting, Tổng giám mục Kuching. Hai vị còn lại, với vai trò phụ phong, gồm có Tổng giám mục Anthony Soter Fernandez, Tổng giám mục Tổng giáo phận Kuala Lumpur và Tổng giám mục Gregory Yong Sooi Ngean, Tổng giám mục Tổng giáo phận Singapore. Tân giám mục chọn cho mình châm ngôn:Verbum caro factum.
Năm năm sau ngày chính thức tấn phong làm Giám mục Phụ tá Kuching, Tòa Thánh loan báo tin tức mới, đã quyết định chọn vị Giám mục  John Ha Tiong Hock, hiện đang là Giám mục phụ tá, trở thành Tổng giám mục Tổng giáo phận Kuching tiếp theo. Quyết định trên được cho công bố cách rộng rãi vào ngày 21 tháng 6 năm 2003. Tân Tổng giám mục đã chính thức nhậm chức sau đó vào ngày 16 tháng 7 cùng năm.
Sau 14 năm coi sóc Kuching, Tổng giám mục John Ha Tiong Hock xin từ nhiệm, và được Tòa Thánh chấp thuận ngày 4 tháng 3 năm 2017.
Ngoài chức danh Tổng giám mục Kuching, Tổng giám mục John Ha còn đảm nhiệm vai trò Chủ tịch Hội đồng Giám mục Malaysia, Singapore và Brunei từ ngày 1 tháng 1 năm 2013 đến ngày 1 tháng 1 năm 2017.